# Aral Karakum
Aral Karakum en kazajo: Арал қарақұмы, Aral qaraqumy; en  ruso: Приара́льские Караку́мы y en  IPA prʲɪjɐˈralʲskʲɪjə kərɐˈkumɨ,  es un desierto en Kazajistán, situado al noreste del Mar de Aral y limita con el río Syr Darya al sur. El desierto cubre un área de total de 40 000 km² (15 444 mi²).
La orografía de la región se trata de un lugar bastante llano, con una altura que varía entre los 55 y los 118 m s. n. m. Las dunas pueden alcanzar alturas de alrededor de 25 m. El área es muy seca y los lechos secos de los ríos normalmente sólo llevan agua durante la primavera, cuando la nieve del invierno se derrite. La precipitación anual es tan solo de alrededor de 120 mm.
El invierno dura desde mediados de noviembre hasta mediados de marzo, con una cobertura de nubes variable y niebla frecuente. La temperatura media durante el día es de -5 °C a -10 °C, y por la noche alrededor de -25 °C. La temperatura más baja registrada es de -42 °C. Sin embargo, en cualquier momento del invierno, es posible que ocurra que se encuentre un cambio bastante radical hacia un clima más templado. Las precipitaciones se producen mayormente en el invierno en forma de nieve. La capa de nieve suele tener unos 15 cm de profundidad, aunque puede llegar a los 30 cm.
El verano dura desde mayo hasta mediados de septiembre. Las temperaturas diurnas normalmente oscilan poco si bien se han registrado temperaturas de hasta 43 °C. Por la noche, la temperatura baja hasta los 15 °C o 18 °C. Durante el verano a menudo hay vientos secos y cálidos y  tormentas de polvo.
El Aral Karakum tiene una vegetación muy escasa en donde se encuentra principalmente  pastos para el ganado, y está siendo usado para el pastoreo de ovejas, ganado mayoritario en la región.